# Quiina colonensis
Espèce
Classification phylogénétique
Statut de conservation UICN

 VU C1 : Vulnérable
Quiina colonensis est une espèce de plantes à fleurs de la famille des Ochnaceae. C'est un arbre présent en Amérique centrale. 

## Description
C'est un arbre.

## Répartition et habitat
Cette espèce est présente au Costa Rica (provinces de Heredia et Puntarenas) et au Panama (provinces de Colón et de Coclé).
Elle vit dans la forêt tropicale humide de basse altitude.

## Conservation
L'espèce est présente dans le Parc national Corcovado au Costa Rica et potentiellement dans la réserve indigène de Kuna Yala au Panama.